# Alicia Aylies
Alicia Aylies (Fort-de-France, Martinica; 21 de abril de 1998) es una modelo y reina de belleza francesa ganadora del  título de Miss Francia 2017.

## Biografía
Alicia nació en Fort-de-France (Martinica) el 21 de abril de 1998 pero reside en Cayena (Guayana Francesa). Es hija de Philippe Aylies y Marie-Chantal Belfroy.

## Reina de belleza

### Miss Francia 2017
Alicia participó en la 87.ª edición del certamen Miss Francia representando a Guyana. El concurso se llevó a cabo el 17 de diciembre de 2016 en Montpellier, donde compitió con otras 29 candidatas representantes de diversas regiones y dependencias francesas, y al final de la velada se adjudicó el cetro, siendo coronada de manos de su antecesora, Iris Mittenaere.

### Miss Universo 2017
Como parte de sus responsabilidades como Miss Francia, Alicia representó al país en Miss Universo 2017, en noviembre de 2017.

| Predecesor: Iris Mittenaere | Miss Francia 2017          | Sucesor: Maëva Coucke |
| Predecesor: Estelle Merlin  | Miss Guayana Francesa 2016 | Sucesor: Ruth Briquet |